# Římov (district de Třebíč)
Pour les articles homonymes, voir Římov.
Římov (en allemand : Rzimau, Rimau) est une commune du district de Třebíč, dans la région de Vysočina, en République tchèque. Sa population s'élevait à 419 habitants en 2020.

## Géographie
Římov se trouve à 10 km au sud-ouest de Třebíč, à 28 km au sud-sud-est de Jihlava et à 140 km au sud-est de Prague.

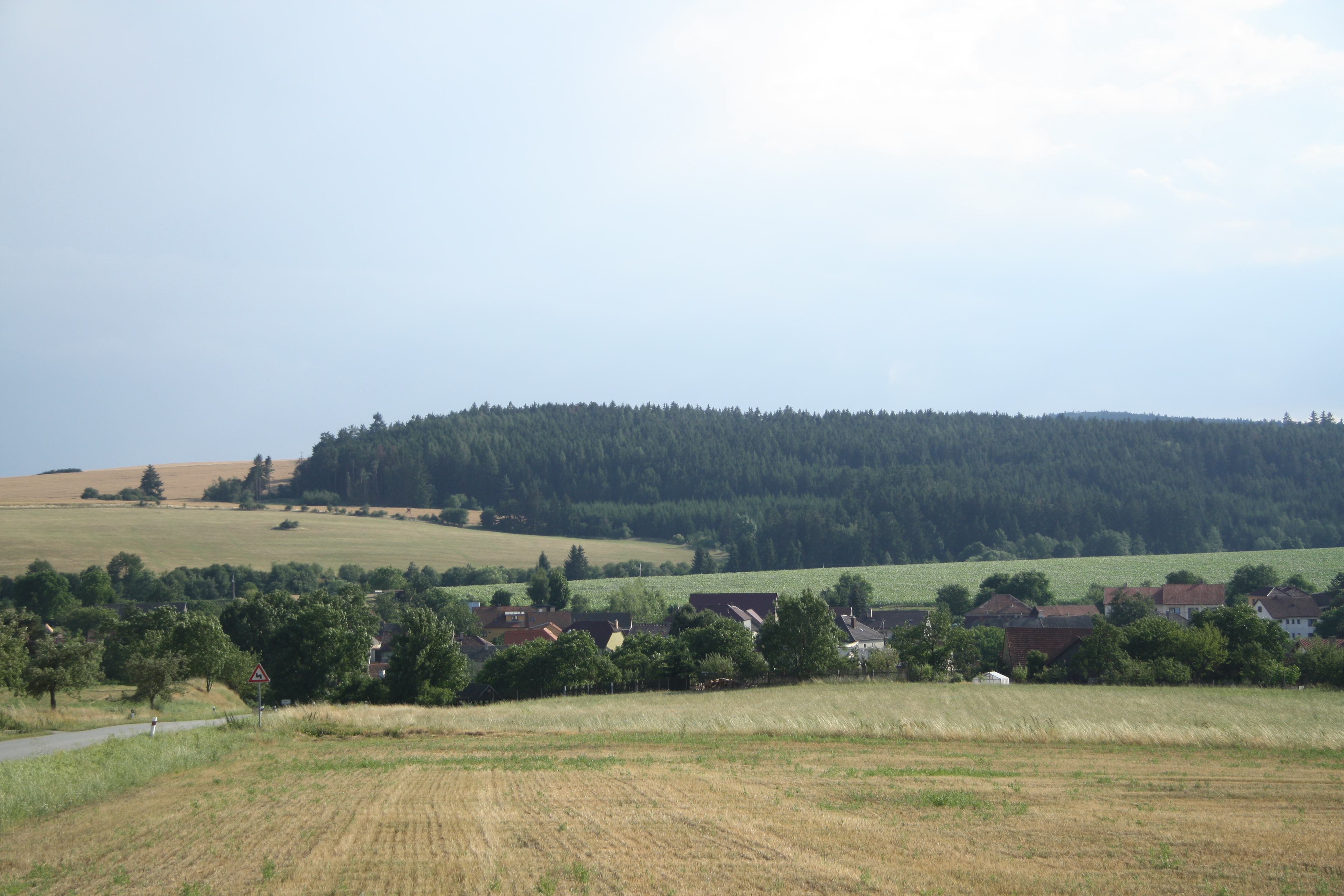
Vue générale de Římov.

La commune est limitée par Štěměchy à l'ouest et au nord, par Rokytnice nad Rokytnou au nord et au nord-est, par Čáslavice au sud-est et au sud, et par Cidlina au sud-ouest.

## Histoire
La première mention écrite de la localité date de 1257.

## Transports
Par la route, Římov se trouve à 12,5 km de Třebíč, à 31 km de Jihlava et à 162 km de Prague.